# The Three Mesquiteers
The Three Mesquiteers è un film del 1936 diretto da Ray Taylor.
È un film western statunitense con Robert Livingston, Ray Corrigan e Syd Saylor. È il primo film della serie di 51 film western a basso costo dei Three Mesquiteers, basati sui racconti di William Colt MacDonald e realizzati tra il 1936 e il 1943.

## Produzione
Il film, diretto da Ray Taylor su una sceneggiatura di Jack Natteford con il soggetto di William Colt MacDonald  (autore dei racconti) e Charles R. Condon, fu prodotto da Nat Levine per la Republic Pictures e girato a Lone Pine in California

## Distribuzione
Il film fu distribuito negli Stati Uniti dal 22 settembre 1936 al cinema dalla Republic Pictures.
Altre distribuzioni:
- in Portogallo il 13 febbraio 1939 (Os Três Valentes)
- in Germania (Drei ohne Furcht und Tadel)

## Promozione
Le tagline sono:
- "Wherever there's trouble brewing..or shooting goin' on...look for your newest action favorites!".
- "BRAVING landslide death! DARING a hail of hot lead!".
- "CRASHING into robber's roost! ADVENTURE...with your new hard-ridin', fast shootin' favorites!".
- "The outlaws ruled the country with bullets...until this new trio of trouble shooters rode into town!".